# Ennearthron mussauense
Ennearthron mussauense es una especie de coleóptero de la familia Ciidae.

## Distribución geográfica
Habita en el Archipiélago Bismarck (Papúa Nueva Guinea).